# Pizokels
Les pizokels sont une préparation culinaire de pâtes de type spätzle, originaire du canton des Grisons. On les rencontre aussi bien dans la partie germanophone du canton qu'en Engadine qui est majoritairement de langue romanche. La graphie varie suivant les régions : il est néanmoins recommandé de ne pas adjoindre le /s/ du pluriel français aux formes germaniques qui, à l'image du mot « spaetzle », finissent par un diminutif invariable. En revanche, les locuteurs romanches prononcent vraiment la terminaison plurielle qui n'est pas seulement graphique. La parenté avec les pizzoccheri est toute relative car ce sont des pâtes fraîches et non de la pâte semi-liquide plongée dans l'eau bouillante. Les Grisons de Poschiavo sont en effet italophones et partagent la culture culinaire de la province de Sondrio.

## Préparation
La pâte est une préparation à base de farine de blé (parfois mélangée à du sarrasin), œufs et lait. Comme pour les spätzle, la pâte semi-solide est passée après un temps de repos sur une planche humide et on fait tomber, à l'aide d'un couteau, de fines lanières directement dans de l'eau bouillante salée.
Une fois cuites, ces nouilles remontent à la surface et sont récupérées à l'écumoire. Les pizokels sont alors servis avec du beurre, ou recouverts de panure et grillés au beurre. L'accompagnement traditionnel consiste en légumes tels que chou, épinards et côtes de bettes, ainsi que du lard ou du fromage.

## Pizzogelsaux épinards
Cet exemple de recette est originaire de Klosters dans le canton des Grisons, à l'est près de Davos. 

### Ingrédients
- 300 g de farine[1]
- 2-3 œufs
- 2  à   2,5 dl de lait
- 300 g d'épinards hachés (ou feuilles de chou hachées)
- 1 tasse de panure
- Beurre
- Sel

### Préparation et service
Préparer une pâte semi-épaisse avec la farine, les œufs, le sel et le lait. Laisser reposer une petite heure. Faire revenir rapidement les épinards dans du beurre et les mélanger à la pâte. Déposer la pâte sur une planche à bois légèrement penchée au-dessus d'une casserole remplie d'eau bouillante et gratter la pâte avec un couteau à lame fine de sorte que des petits filets de pâte tombent dans l'eau. Quand ils remontent à la surface, les sortir avec une écumoire. Déposer sur un plat. Parallèlement, faire dorer de la panure dans du beurre et en parsemer les pizzogels de manière bien repartie. Comme variante, on peut remplacer la panure par des fins morceaux de lard.